# LeVar Burton
LeVar Jorge Marcus Burton (n. 16 februarie 1957, Landstuhl, Renania-Palatinat, Germania) este un actor american și gazdă de televiziune pentru copii. Este cunoscut mai ales pentru rolul locotenent-comandantului Geordi La Forge în serialul Star Trek: Generația următoare. Primul său rol important a fost rolul tânărului Kunta Kinte în miniserialul de televiziune ABC Roots din 1977, rol pe care l-a rejucat în filmul de televiziune din 1988 Roots: The Gift (cu sensul de Rădăcini: Cadoul). În 1983 a devenit gazda seriei PBS de lungă durată pentru copii  Reading Rainbow . De asemenea, a regizat o serie de episoade de televiziune pentru diverse seriale Star Trek, dar și pentru alte emisiuni de televiziune.